# Giovanni Paolo Gibertini
Giovanni Paolo Gibertini (ur. 4 maja 1922 w Ciano d'Enza, zm. 3 kwietnia 2020) – włoski duchowny rzymskokatolicki, w latach 1989–1998 biskup Reggio Emilia-Guastalla.

## Życiorys
Święcenia kapłańskie przyjął 12 sierpnia 1945. 23 marca 1983 został mianowany biskupem Ales i Terralba. Sakrę biskupią otrzymał 25 kwietnia 1983. 11 lipca 1989 objął rządy w diecezji Reggio Emilia-Guastalla. 27 czerwca 1998 przeszedł na emeryturę.